# Mico mauesi
El tití de Maues (Mico mauesi) es una especie de primate platirrino de la familia Callitrichidae endémico de Brasil.
Como el nombre lo implica, la propagación de las especies y de limitarse a una pequeña zona en el oeste del río Maués-Acu en el estado brasileño de Amazonas.
En esta especie, descubierta en 1992, aún no se han realizado estudios del campo para obtener datos sobre su comportamiento y reproducción, pero se cree que sus costumbres son como otras especies del género Callithrix.